# Calochortus coeruleus
Calochortus coeruleus là một loài thực vật có hoa trong họ Liliaceae. Loài này được (Kellogg) S.Watson miêu tả khoa học đầu tiên năm 1879.